# Julie Bresset
Julie Bresset (Saint-Brieuc, 9 giugno 1989) è una mountain biker francese, medaglia d'oro nel cross country ai Giochi olimpici di Londra 2012.

## Carriera
Specialista del cross country, dal 2010 al 2013 si aggiudicò quattro titoli nazionali consecutivi nella specialità. Nel 2011 vinse anche la coppa del mondo, terminando la stagione al primo posto nel ranking Elite di cross country.
Ai suoi primi Giochi olimpici, nel 2012 a Londra, dopo aver preso il comando durante il secondo giro della prova di cross country, incrementò il margine sulle inseguitrici a partire dal terzo giro, aggiudicandosi infine la vittoria e la medaglia d'oro. Dopo il titolo olimpico, primo alloro internazionale individuale per lei a livello Elite, si aggiudicò due titoli mondiali, nel 2012 e nel 2013.

## Palmarès
- 2010

prova Coupe de France, Cross country (Saint-Raphaël)
Campionati francesi, Cross country Under-23
Campionati francesi, Cross country
- 2011

prova Coupe de France, Cross country (Saint-Raphaël)
prova British Cross Country Series (Dalby Forest)
Houffalize Mountain Bike Cup, Cross country
2ª prova Coppa del mondo (Dalby Forest)
3ª prova Coppa del mondo (Offenburg)
5ª prova Coppa del mondo (Windham)
Campionati francesi, Cross country Under-23
Campionati francesi, Cross country
Campionati europei, Cross country Under-23
Campionati europei, Staffetta a squadre
Classifica generale Coppa del mondo
Campionati del mondo, Cross country Under-23
Campionati del mondo, Staffetta a squadre
- 2012

prova Coupe de France, Cross country (Saint-Raphaël)
3ª prova Coppa del mondo (Nové Město na Moravě)
prova Coupe de France, Cross country (Super Besse)
Campionati francesi, Cross country
prova Belgian Grand Prix MTB, Cross country (Boom)
Giochi olimpici, Cross country
Campionati del mondo, Cross country
- 2013

prova Coupe de France, Cross country (Saint-Raphaël)
Campionati francesi, Cross country
Campionati del mondo, Cross country
Guiyang International MTB Invitational Tournament, Cross country
- 2015

Campionati francesi, Cross country marathon
- 2018

prova Coupe de France, Cross country (Ussel)

## Piazzamenti

### Competizioni mondiali
- Campionati del mondo di MTB

Fort William 2007 - Cross country Juniores: 3ª
Val di Sole 2008 - Cross country Under-23: 8ª
Canberra 2009 - Cross country Under-23: 3ª
Champéry 2011 - Cross country Under-23: vincitrice
Champéry 2011 - Staffetta: vincitrice
Saalfelden 2012 - Cross country: vincitrice
Saalfelden 2012 - Staffetta: 2ª
Pietermaritzburg 2013 - Cross country: vincitrice
Pietermaritzburg 2013 - Staffetta: 2ª
Pietermaritzburg 2013 - Cross country eliminator: 19ª
Hafjell 2014 - Cross country: 10ª
- Coppa del mondo di MTB

2011 - Cross country: vincitrice
2012 - Cross country: 4ª
2013 - Cross country: 15ª
2014 - Cross country: 22ª
- Giochi olimpici

Londra 2012 - Cross country: vincitrice